# Марчихинобудська сільська рада
Марчихинобу́дська сільська́ ра́да — колишній орган місцевого самоврядування в Ямпільському районі Сумської області. Адміністративний центр — село Марчихина Буда.

## Загальні відомості
- Населення ради: 1 333 особи (станом на 2001 рік)

## Населені пункти
Сільській раді підпорядковані населені пункти:
- с. Марчихина Буда
- с. Дем'янівка
- с. Ломленка
- с. Родіонівка
- с. Руденка

## Історія
Сумська обласна рада рішенням від 9 квітня 2015 року у Ямпільському районі перейменувала Марчихино-Будську сільраду на Марчихинобудську.

## Склад ради
Рада складалася з 14 депутатів та голови.
- Голова ради:
- Секретар ради: Нещерет Світлана Миколаївна

### Керівний склад попередніх скликань
| Прізвище, ім'я, по батькові | Основні відомості                                                               | Дата обрання | Дата звільнення |
| --------------------------- | ------------------------------------------------------------------------------- | ------------ | --------------- |
| Гребенюк Людмила Михайлівна | Сільський голова, 1956 року народження, освіта середня спеціальна               | 26.03.2006   | 31.10.2010      |
| Гребенюк Людмила Михайлівна | Сільський голова, 1956 року народження, освіта середня спеціальна, позапартійна | 31.10.2010   | 02.04.2014      |

Примітка: таблиця складена за даними сайту Верховної Ради України